# Pump (musikalbum)
Pump är det tionde studioalbumet av den amerikanska hårdrocksgruppen Aerosmith, utgivet 1989. 
Efter att ha tagit tillbaka sin plats i rampljuset med 1987 års Permanent Vacation gav Aerosmith ut det här albumet två år senare. Det brukar ofta jämföras med gruppens prisade album från 1970-talet, även om synthar och blås lagts till för att passa 1980-talets musiktrender. Balladen "What It Takes", "Janie's Got a Gun" och "Love in an Elevator" är några hits från albumet, som blev femma på Billboard 200.

## Låtlista
| Nr  | Titel                      | Kompositör             | Längd |
| --- | -------------------------- | ---------------------- | ----- |
| 1.  | Young Lust                 | Perry, Tyler, Vallance | 4:18  |
| 2.  | F.I.N.E.*                  | Perry, Tyler           | 4:09  |
| 3.  | Love in an Elevator        | Perry, Tyler           | 5:38  |
| 4.  | Monkey on My Back          | Perry, Tyler           | 3:57  |
| 5.  | Janie's Got a Gun          | Hamilton, Tyler        | 5:38  |
| 6.  | The Other Side             | Tyler, Vallance        | 4:56  |
| 7.  | My Girl                    | Perry, Tyler           | 3:10  |
| 8.  | Don't Get Mad, Get Even    | Perry, Tyler           | 4:48  |
| 9.  | Hoodoo/Voodoo Medicine Man | Tyler, Whitford        | 4:39  |
| 10. | What It Takes              | Child, Perry, Tyler    | 6:28  |